# Pegomya kuankuoshuiensis
Pegomya kuankuoshuiensis är en tvåvingeart som beskrevs av Wei 1988. Pegomya kuankuoshuiensis ingår i släktet Pegomya och familjen blomsterflugor. Inga underarter finns listade i Catalogue of Life.